# 敘利亞-瑪蘭卡禮天主教馬爾滕德姆教區
敘利亞-瑪蘭卡禮天主教馬爾滕德姆教區 （拉丁語：Eparchia Mavelikarensis）是一個東儀天主教教區（敘利亞-瑪蘭卡禮），屬特里凡得琅大總教區。
教區成立於1996年12月16日，位於泰米爾納德邦甘尼亞古馬爾縣。2009年有教友64,636人（佔轄區總人口3.2%）、七十九個堂區、四十一名司鐸。現任教區主教為味噌爵‧保祿‧古拉普拉維萊。